# Kleinbardau
Kleinbardau ist ein zur Ortschaft Großbardau der Großen Kreisstadt Grimma gehöriges Dorf im Landkreis Leipzig in Sachsen. Es wurde am 1. Juli 1972 nach Großbardau eingemeindet, mit dem es am 1. Januar 2006 zur Stadt Grimma kam.

## Geographie

### Geographische Lage und Verkehr

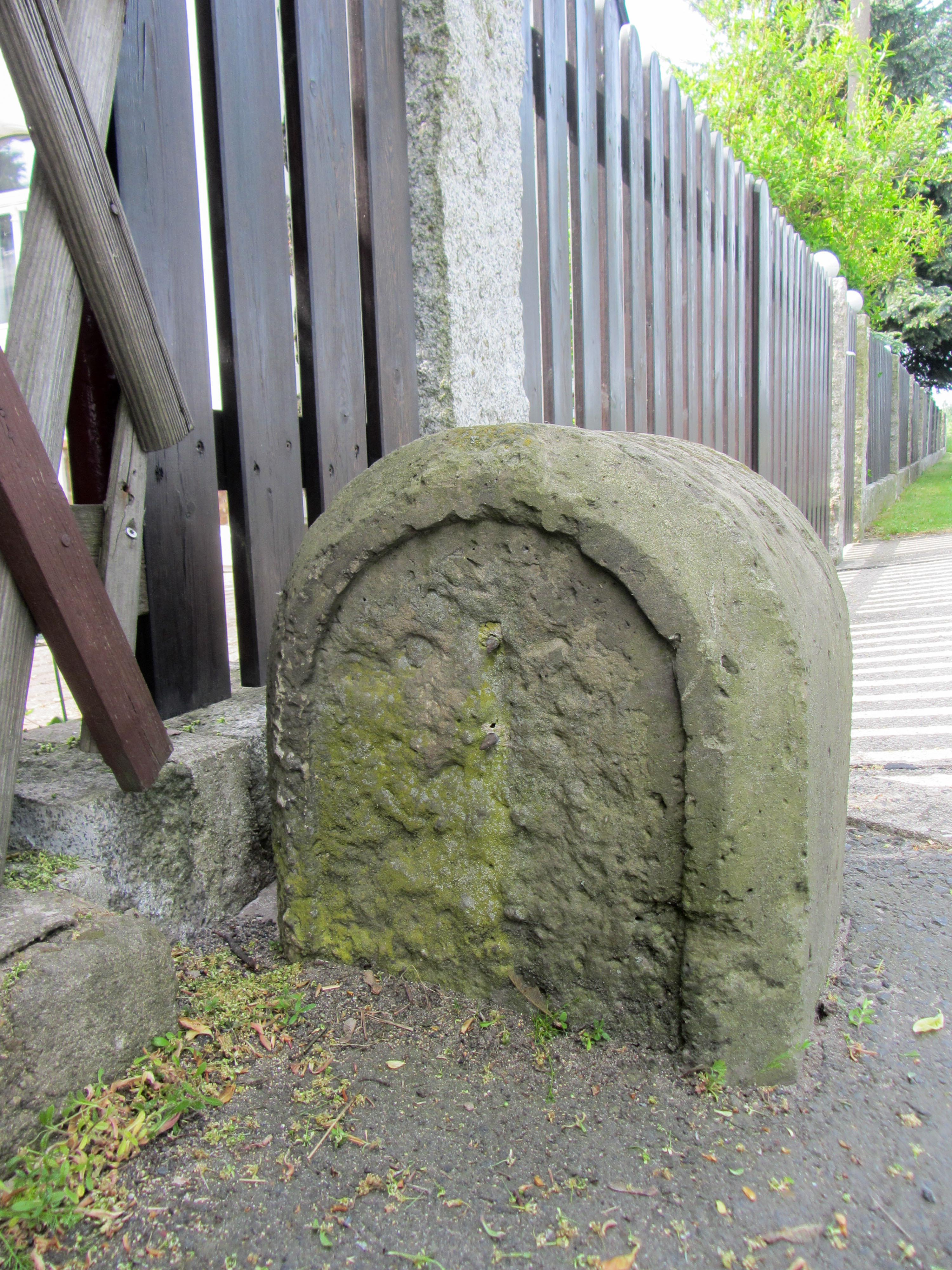
Königlich-Sächsischer Ganzmeilenstein an der S 11

Kleinbardau liegt südwestlich von Grimma im Sächsischen Burgen- und Heideland, am Nordrand des Glastener Forsts. In Kleinbardau mündet das Leisenauer Wasser in die Parthe. Durch Kleinbardau verläuft die Staatsstraße 11. Von 1937 bis 1947 hatte der Ort einen Haltepunkt an der Bahnstrecke Borna–Großbothen.

### Nachbarorte
|             | Großbardau                                  |            |
| Bernbruch   | Kompassrose, die auf Nachbargemeinden zeigt | Großbothen |
| Etzoldshain | Glasten                                     |            |

## Geschichte

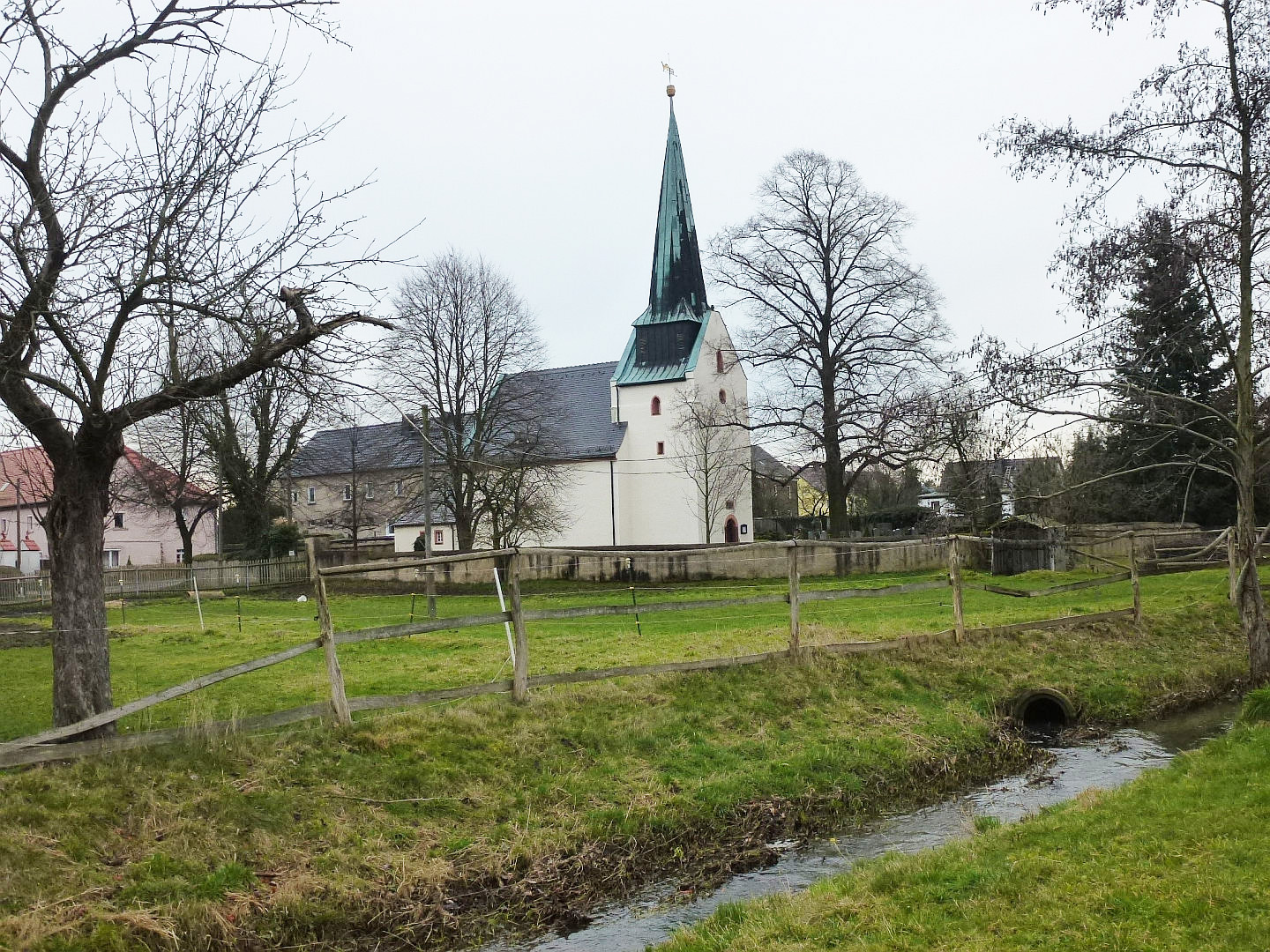
Parthe vor der Kirche Kleinbardau

Urkundlich wurde das Platzdorf Kleinbardau 1243 das erste Mal als „Parde minorem“ genannt. Es entstand als Zweigsiedlung von Großbardau. Weitere Nennungen waren:
- 1350: parva Parde, in minori Pardowe
- 1355: zcur Wenigen-Parde
- 1490: Cleynen Barde
- 1529: Cleinbarde
- 1548: Kleynparda
- 1791: Klein Barda, Klein Pardau
- 1875: Kleinbardau (Kleinpardau)

Die Kirche von Kleinbardau stammt aus dem 13. Jahrhundert. Sie ist seit jeher eine Filialkirche von Großbardau. Bezüglich der Grundherrschaft gehörte Kleinbardau bis um 1835 als Amtsdorf zum
kurfürstlich-sächsischen bzw. königlich-sächsischen Amt Colditz. Danach erfolgte die Umgliederung der Orte Kleinbardau, Großbuch und Bernbruch an das Erbamt Grimma. Bei den im 19. Jahrhundert im Königreich Sachsen durchgeführten Verwaltungsreformen wurden die Ämter aufgelöst. Dadurch kam Kleinbardau im Jahr 1856 unter die Verwaltung des Gerichtsamts Grimma und 1875 an die neu gegründete Amtshauptmannschaft Grimma. Von 1937 bis 1947 hatte Kleinbardau einen eigenen Bahnanschluss, der jedoch mit dem Streckenabbau der noch sehr jungen Bahnstrecke Borna–Großbothen als Reparationsleistung an die Sowjetunion nach dem Zweiten Weltkrieg ein jähes Ende fand.
Durch die zweite Kreisreform in der DDR im Jahr 1952 wurde die Gemeinde Kleinbardau dem Kreis Grimma im Bezirk Leipzig angegliedert. Am 1. Juli 1972 erfolgte die Eingemeindung nach Großbardau, als dessen Ortsteil Kleinbardau seit 1990 zum sächsischen Landkreis Grimma gehörte, der 1994 im Muldentalkreis bzw. 2008 im Landkreis Leipzig aufging. Seit der Eingemeindung der Gemeinde Großbardau nach Grimma am 1. Januar 2006 bildet Kleinbardau einen von vier Ortsteilen der Ortschaft Großbardau der Großen Kreisstadt Grimma.

### Entwicklung der Einwohnerzahl
| Jahr    | Einwohnerzahl                            |
| ------- | ---------------------------------------- |
| 1548/51 | 22 besessene Mann, 20 Inwohner, 16 Hufen |
| 1764    | 22 besessene Mann, 2 Häusler, 16 Hufen   |
| 1834    | 174                                      |
| 1871    | 239                                      |

| Jahr | Einwohnerzahl |
| ---- | ------------- |
| 1890 | 230           |
| 1910 | 256           |
| 1925 | 294           |
| 1939 | 253           |

| Jahr | Einwohnerzahl |
| ---- | ------------- |
| 1946 | 381           |
| 1950 | 410           |
| 1964 | 335           |

## Sehenswürdigkeiten
- die Kirche des Ortes stammt aus dem 13. Jahrhundert